# فايلبورغ
فايلبورغ (بالألمانية: Weilburg) هي بلدة، residenz، مدينة، Luftkurort، Hessentag 2005 و بلدة ألمانية تقع في Limburg-Weilburg في ألمانيا. يقدر عدد سكانها بـ 13,624 نسمة .

## المدن التوأمة
مدن بريفاس، زيفينار، كيجماروك، كولمار بيرغ، Kızılcahamam، كاترو كاستيلا، ريكيافيك و تورتونا هي مدن توأمة لفايلبورغ.

## معرض صور

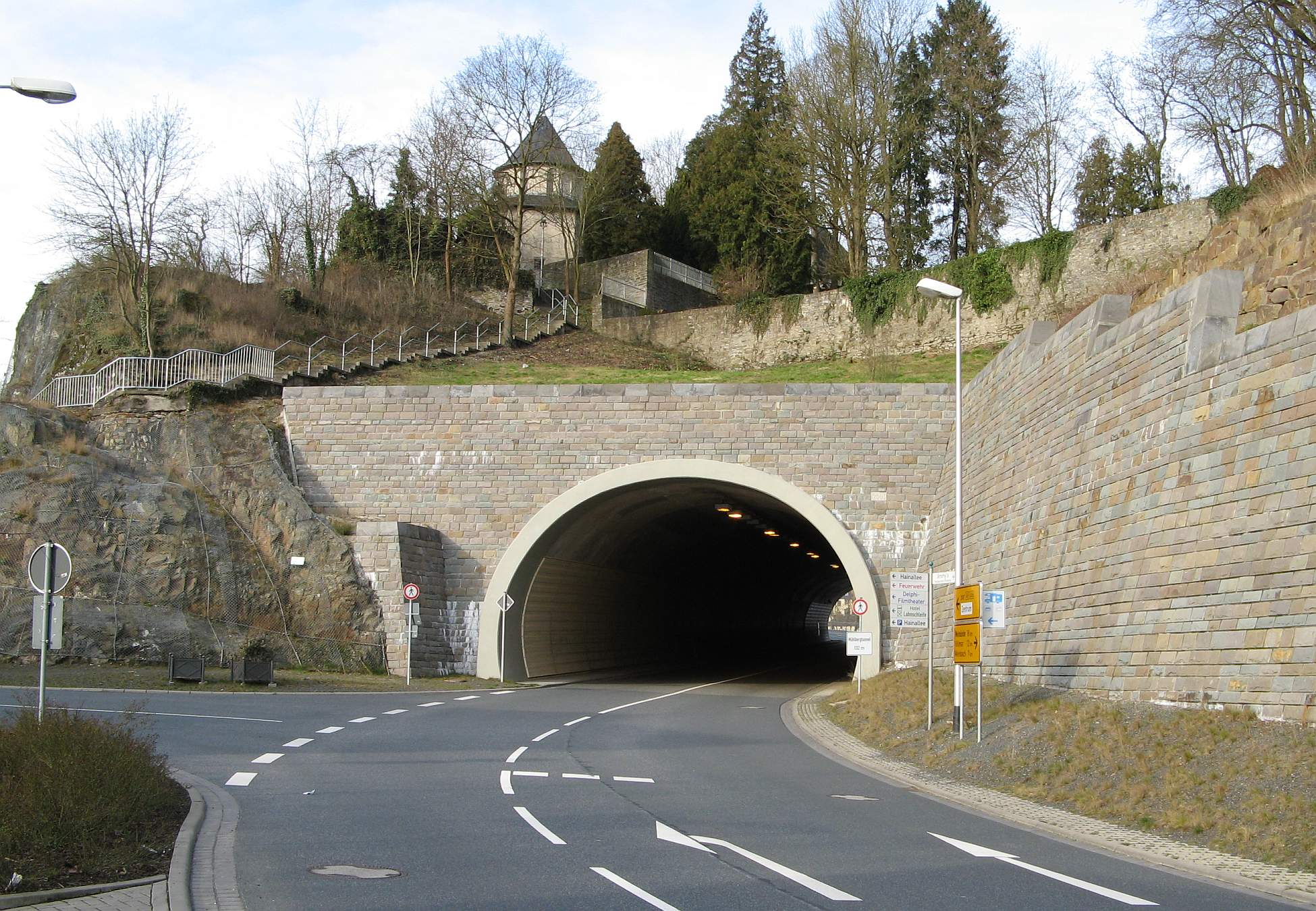
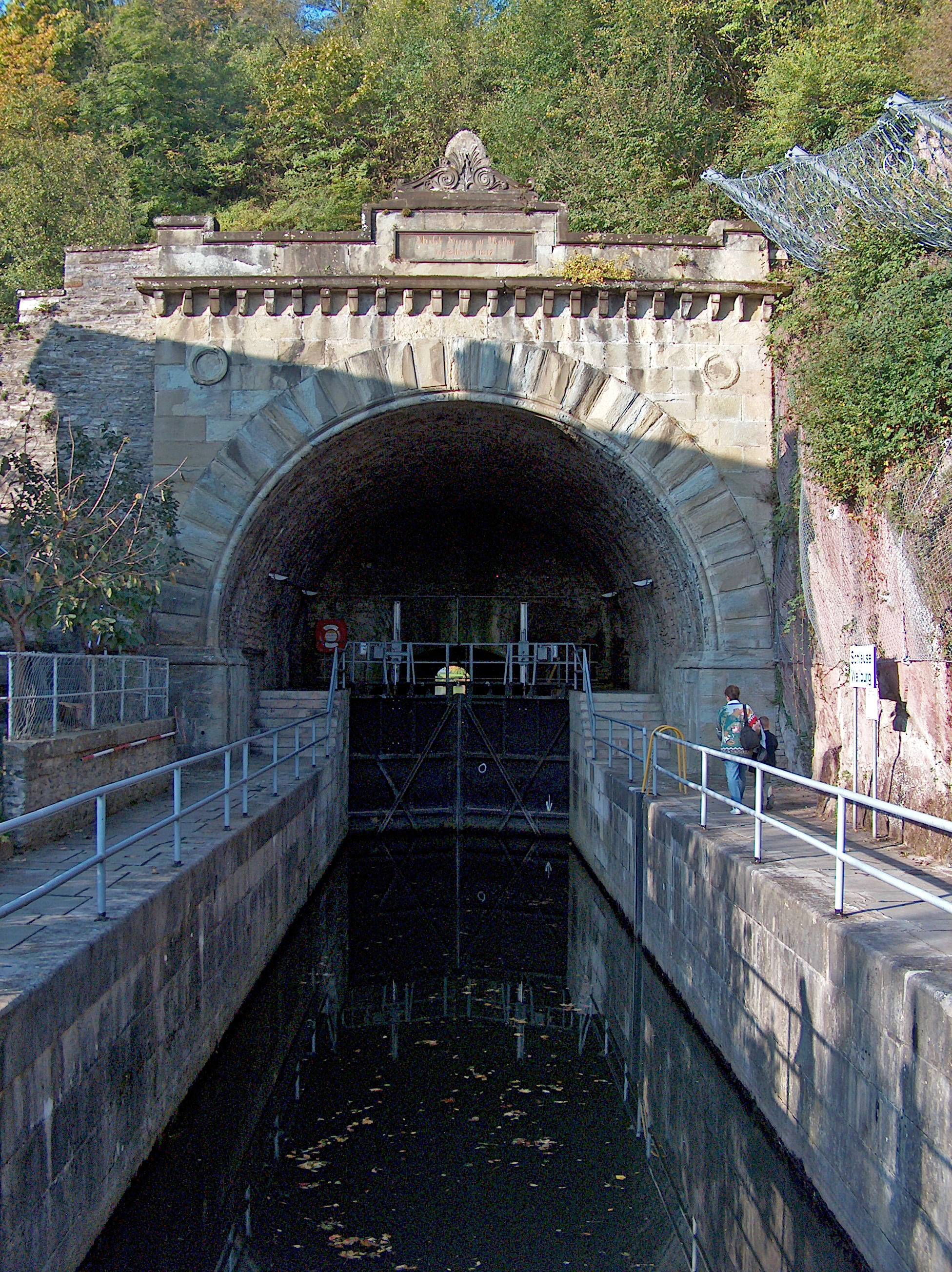
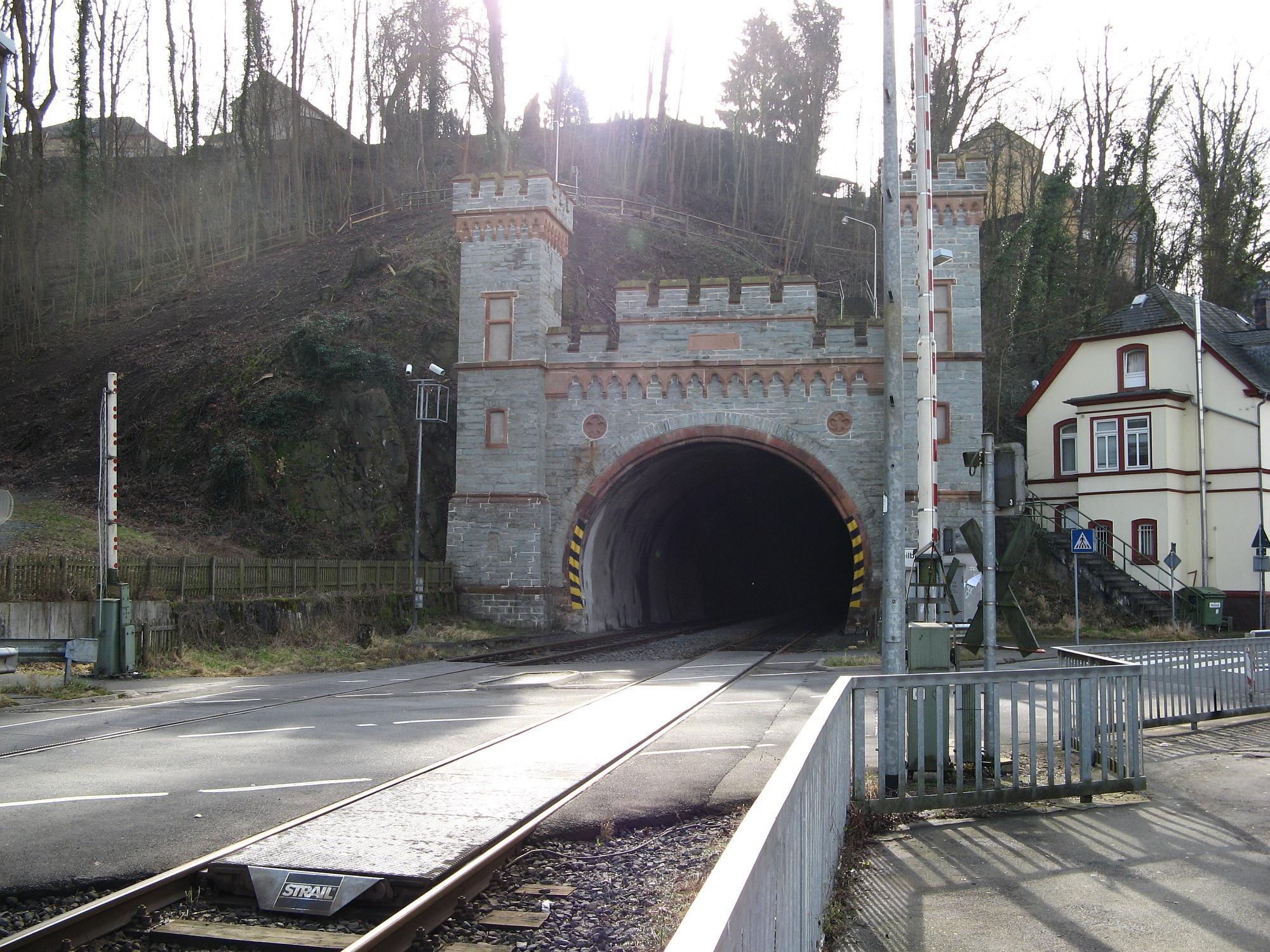

## أعلام
- كونراد الأول
- فلوريان هيل
- والتر فرايز
- ريتشارد هيرز